# Sterling (Colorado)
Sterling település az Amerikai Egyesült Államok Colorado államában, Logan megyében, melynek megyeszékhelye is. Lakosainak száma 13 735 fő (2020. április 1.).

## Népesség
A település népességének változása:
| Lakosok száma | 14 777 | 18 211 | 13 735 |
|               | 2010   | 2013   | 2020   |